# Cromalin
Cromalin® ist ein von DuPont entwickeltes trockenes Farbprüfverfahren, das im Jahre 1972 in den Markt eingeführt wurde. Mit Hilfe des Verfahrens kann das farbliche Ergebnis eines Drucks vorab überprüft werden (d. h. ohne dass bereits gedruckt werden müsste). Eine solche Vorabprüfung kann durch Andruck, Analogproof oder Digitalproof geschehen, für den Fall des Analogproofs ist Cromalin das gängigste Verfahren. Cromalin-Farbprüfdrucke können auch digital hergestellt werden.
Zur Erstellung des Cromalin-Proofs erfolgen die Belichtungen nacheinander schichtweise auf sensibilisiertem fotopolymerischem Film der auf Spezialpapier auflaminiert wird. Begonnen wird mit Cyan (C), darauf Magenta (M), dann der hellsten Farbe Gelb (Y) (für die Mischfarben grün und orange) und zuletzt Schwarz (K), damit die Tiefenzeichnung erhalten bleibt. Für jede Farbe wird dazu ein gerasterter Farbauszug des Druckoriginals im CMYK-Farbmodell erstellt und diese Auszüge nacheinander im Kontakt aufbelichtet. Bei der Belichtung unter UV-Licht werden die unter den offenen, durchsichtigen Stellen liegenden Partien durch das Licht gehärtet, der durch Rasterpunkte abgedeckte Rest bleibt unbelichtet, ungehärtet und dadurch klebrig. Auf diese klebrige Schicht wird nun das Farbpulver des entsprechenden Farbauszuges aufgetragen und es bleibt an den klebrigen Stellen haften. Der überschüssige Rest wird abgewischt. Darüber wird nun eine weitere dünne Filmschicht mit der lichtempfindlichen klebrigen Beschichtung auflaminiert und der Prozess erneut durchgeführt. Sobald der Prozess für alle 4 Farbauszüge erfolgt ist, wird eine Schutzbeschichtung auflaminiert und eine Belichtung ohne Original durchgeführt, bei der die gesamte Fläche gehärtet und stabilisiert wird. 1981 brachte DuPont dafür eine Beschichtungsmaschine auf den Markt.
Die Ergebnisse sind farbverbindlich, lichtecht und sehr nahe am Druckergebnis. In der Ausgangsvorlage enthaltene Fehler können so bereits vor der Drucklegung entdeckt und gegebenenfalls ausgebessert werden.
Diese Vorabüberprüfung des Druckergebnisses wird meist nicht mehr mit diesem Verfahren, sondern durch kostengünstigere und schnellere Digitalproofs vorgenommen.